# Camillo Alleva

Orazione funebre in morte di S.E.R. monsignor D. Camillo Alleva, 1829

Camillo Alleva (Napoli, 12 marzo 1770 – Napoli, 30 ottobre 1829) è stato un arcivescovo cattolico italiano del Regno delle Due Sicilie.

## Biografia
I suoi genitori si chiamavano Antonio Alleva e Prudenza Maldacena. Fu ordinato sacerdote nel 1793, un anno prima dell'età canonica, donde una dispensa pontificia per difetto di età. Maestro di sacra teologia a Napoli, fu nominato vescovo di Ugento il 26 giugno 1818; rinunciò alla sede nel 1824 poiché era stato eletto componente della giunta dei vescovi. Il 16 giugno 1825 fu eletto alla Consulta di Stato del Regno delle Due Sicilie.
Fu proposto da Francesco I delle Due Sicilie all'arcidiocesi di Salerno (22 novembre 1825) e promosso arcivescovo di Salerno e amministratore perpetuo di Acerno il 19 dicembre 1825.
Il nome di Camillo Alleva è ricordato a proposito della condanna a morte dei sacerdoti che nell'estate del 1828 avevano partecipato ai moti costituzionali del Cilento repressi con ferocia dal generale borbonico Francesco Saverio Del Carretto. Del Carretto aveva condannato a morte con processo sommario i patrioti che si erano costituiti: i laici furono fucilati immediatamente il 19 luglio 1828; per i religiosi (il canonico Antonio Maria De Luca e suo nipote Giovanni De Luca), i quali godevano di immunità in base al Concordato del 1818 fra il Regno delle Due Sicilie e la Santa Sede, Del Carretto si rivolse alle autorità religiose del Cilento perché li riducessero allo stato laicale, condizione necessaria per la successiva fucilazione. Rifiutarono l'odioso incarico sia il vescovo di Capaccio Filippo Speranza, sia quello di Policastro Nicola Maria Laudisio, sia il vescovo di Conza, Michele Arcangelo Lupoli, il quale peraltro sarà il successore di Alleva a Salerno. Del Carretto trasferì allora i due sacerdoti a Salerno dove Alleva si mise a sua disposizione. Ricostruisce la vicenda lo storiografo Pietro Laveglia:
(Pietro Laveglia, «DE LUCA, Antonio Maria». In: Dizionario Biografico degli Italiani, Vol. XXXVIII, 1990, ad vocem)
Per questa vicenda, la Santa Sede sospese per un anno l'arcivescovo Alleva dai pontificali; il sovrano delle Due Sicilie lo premiò invece con il Reale Ordine di Francesco I: nell'ottobre 1829 Camillo Alleva ricevette dallo stesso Francesco I la Gran croce nella capitale del regno, ma vi morì pochi giorni dopo senza essere potuto ritornare prima a Salerno. Fu sepolto a Napoli nella Basilica dello Spirito Santo.

## Genealogia episcopale
La genealogia episcopale è:
- Cardinale Scipione Rebiba
- Cardinale Giulio Antonio Santori
- Cardinale Girolamo Bernerio, O.P.
- Arcivescovo Galeazzo Sanvitale
- Cardinale Ludovico Ludovisi
- Cardinale Luigi Caetani
- Cardinale Ulderico Carpegna
- Cardinale Paluzzo Paluzzi Altieri degli Albertoni
- Papa Benedetto XIII
- Papa Benedetto XIV
- Papa Clemente XIII
- Cardinale Giovanni Carlo Boschi
- Cardinale Bartolomeo Pacca
- Arcivescovo Camillo Alleva